# Ludwig Marum
Ludwig Marum, född 5 november 1882 i Frankenthal, död 29 mars 1934 i koncentrationslägret Kislau i närheten av Bruchsal, var en tysk judisk jurist och socialdemokratisk politiker.

## Biografi
Marum studerade rättsvetenskap vid Heidelbergs universitet och var senare verksam som advokat i Karlsruhe. Han inträdde 1914 i SPD och var efter revolutionen i november 1918 kortvarigt justitieminister i Republiken Baden. Från 1919 till 1928 var Marum ordförande för SPD i Republiken Badens lantdag. Han engagerade sig bland annat för dödsstraffets avskaffande. Vid riksdagsvalet 1928 invaldes Marum i tyska riksdagen.
Den 30 januari 1933 utnämndes Adolf Hitler till Tysklands rikskansler. En månad senare inträffade riksdagshusbranden och i slutet av mars antog riksdagen den så kallade fullmaktslagen, vilken i princip gav Hitler diktatoriska befogenheter. I maj 1933 fördes Marum och andra SPD-politiker till koncentrationslägret Kislau och påföljande månad förbjöds SPD. Ludwig Marum mördades av SS i slutet av mars 1934.